# Момо Капор
Вижте пояснителната страница за други личности с името Момо.
Момо Капор е сръбски писател, сценарист и художник.

## Биография
Момчило Капор е роден през 1937 г. в Сараево. С малки прекъсвания, от 9-годишна възраст живее в Белград. Завършва живопис (1961) в белградската Академия за изобразително изкуство в класа на проф. Нелко Гвозденович. Известен е на югославската читателска аудитория като автор на тридесетина книги – романи, кратки разкази, пътеписи и художествени монографии, както и на приблизително същия брой драматизации. Произведенията му години наред са в списъците на югославските бестселъри.
Литературните критици и теоретици го считат за един от родоначалниците на „джинс прозата“ в бивша Югославия, изтъквайки неговото майсторство в овладяване на кратките литературни форми.

## Творчество
Той е автор на романите „Фолиранти“, „Провинциалист“, „Ада“, „Зое“, „Уна“, „От седем до три“, „Книга за оплаквания“, „Зеленото сукно на Монтенегро“, както и на двутомната хроника „Бележките на една Ана“ и „Хей, не съм ти разправяла за това!“. Неговите разкази и новели са събрани в множество сборници: „И други разкази“, „Лански снегове“, „101 разказа“, „Тя“, „Off разкази“, „Най-хубавите години и други разкази“, а пътеписите му са публикувани в книгата „Скитам и разказвам“.
„Ало, Белград“ е заключителната част на трилогията документални разкази за белградчани, техния град и живот в него, в която влизат още и книгите „Изток – Запад“ и „011“, публикувани в едноименната рубрика на страниците на вестник „Политика“.
В христоматията „Сантиментално възпитание“, освен изчерпателната студия за книгите, които са оказали влияние върху неговото поколение, публикува и сто откъса от тези произведения и сто кратки есета за тях.
Книгата му за деца и възрастни „Саня“, която е под формата на поетична книжка с картинки, днес се счита за своеобразна култова книга за млади. Подобна е и книгата „Леро – царят на пеперудките“, писана и рисувана повест за бедно херцеговско момче, което в Белград става прочут майстор в изработването на папийонки.
В книгата „Сто седмици блокада“ (1994), авторът публикува хроника на блокадата, под която се оказа неговата страна.
„Спомените на един рисувач“ представляват комбинация от мемоарна проза, документален роман и художествена есеистика.
Момо Капор е и автор на голям брой документални филми и телевизионни предавания, а по негови сценарии са снимани и няколко пълнометражни игрални филма. Неговите романи „Уна“ и „Книга за оплаквания (Досието Шломович)“ са екранизирани; първият – под същото заглавие, а вторият – като „Дарител“.
Илюстрирал е голям брой свои и чужди книги и е правил изложби както в страната, така и в галерии в Ню Йорк, Бостън, Женева, Брюксел.
Превеждан е на френски, немски, полски, украински, чешки, унгарски, шведски и български език.
Сборникът разкази „Смъртта не боли“ се ражда по време на военните събития в Босна, Херцеговина и Краина, където Момо Капор е военен репортер, а романът „Хубав ден за умиране“ е писан по време на седемдесет и осемте дена бомбардировки над Белград.
„Сараевската трилогия“, съставена от романите „Пазителят на адреса“, „Последният полет за Сараево“ и „Хроника на изгубения град“ е писана почти тридесет години – времето, през което на нейния автор е била отнета възможността да види родния си град, от който пристига в Белград като деветгодишно момче. Тази трилогия обхваща времето от младостта на писателя до художественото му съзряване („Пазителят на адреса“), периода на последната война („Последният полет за Сараево“) и накрая – окончателното загубване на този красив и мъгловит котловинен град, чиито мириси, лица и места се преплитат във всеобщото изгнаничество в „Хроника на изгубения град“.